# Liolaemus chiliensis
Espèce
Statut de conservation UICN

 LC  : Préoccupation mineure
Synonymes
- Calotes chiliensis Lesson, 1830
- Tropidurus olivaceus Wiegmann, 1835

Liolaemus chiliensis est une espèce de sauriens de la famille des Liolaemidae.

## Description
C'est un saurien ovipare.

## Répartition
Cette espèce se rencontre :
- en Argentine dans la province de Neuquén ;
- au Chili dans les régions de Coquimbo et d'Araucanie[1].

## Habitat
Il vit dans la forêt décidue, la forêt sclérophylle et dans la végétation buissonneuses dans les buissons de ronce à feuilles d'Orme ou de Puya. On le trouve également dans les plantations d'eucalyptus et de pins.

## Étymologie
Son nom d'espèce, composé de chili et du suffixe latin -ensis, « qui vit dans, qui habite », lui a été donné en référence au lieu de sa découverte, le Chili.

## Publication originale
- Lesson, 1830 : Description de quelques reptiles nouveaux ou peu connus. Voyage Autour du Monde Execute par Ordre du Roi, sur la Corvette de La Majeste, La Coquille, exécuté Pendant les Annees 1822, 1823, 1824 et 1825, vol. 2, no 1, p. 1-65, Arthur Bertrand, Paris.